# Antarchaea straminea
Antarchaea straminea är en fjärilsart som beskrevs av George Francis Hampson 1926. Antarchaea straminea ingår i släktet Antarchaea och familjen nattflyn. Inga underarter finns listade i Catalogue of Life.